# Melmath, Ron
Melmath là một làng thuộc tehsil Ron, huyện Gadag, bang Karnataka, Ấn Độ.